# フランソワ2世 (ヌヴェール公)
フランソワ2世（フランス語：François II de Clèves, duc de Nevers et comte de Rethel, 1540年7月31日 - 1563年1月10日）は、フランス貴族、シャンパーニュ総督。イタリア戦争後期に軍人となり、イタリアにおいてギーズ公フランソワの下で軽騎兵隊長として戦った。
シャルル9世の治世において、父に代わってシャンパーニュ総督となった。当初、1561年11月にトロワを訪れた際にプロテスタントに便宜を図り、プロテスタント教会での礼拝をすすめた。翌年ユグノー戦争が勃発すると、フランソワ2世はこの姿勢を確固たるものとし、反乱軍のリーダーであるコンデ公ルイ1世に支援を約束した。しかし、これ以降、フランソワ2世はプロテスタントへの支援から撤退することとなる。
1562年4月、支配地域の主要都市の一つであるトロワのプロテスタントがコンデ公を支持してクーデターを試みたとき、フランソワ2世はトロワを訪れ、プロテスタントに対し占拠した門から撤退し、武装解除するよう促した。その後数ヶ月間、フランソワ2世は中道路線を築こうと努め、カトリック教徒とプロテスタント教徒が町の行政と民兵組織の統制を共有するようすすめた。しかし、フランソワ2世が町から撤退すると、町は家臣のボルドの権限下に置かれ、ボルドは町のプロテスタントを迫害し始めた。その後フランソワ2世はさらに興味を示さなくなり、プロテスタント反乱軍に占領されたバル＝シュル＝セーヌの町を容赦なく占領するボルドを支持した。この後、フランソワ2世はプロテスタントに占領されていたランス近郊の城を占領し、守備隊を処刑した。12月、ノルマンディーにあった国王軍とともにドルーの戦いに参加し、そこで致命傷を負い、数週間後に死去した。

## 生涯

### 家族
フランソワ2世は、ヌヴェール公フランソワ1世とマルグリット・ド・ブルボン＝ラ・マルシュの息子として1540年に生まれた。一族の領地はエーヌ川とムーズ川の間の戦略的な位置を占めており、主な拠点はルテルであった。この地域において一族の権力を確実なものとするために、フランソワ1世はこの地域の他の主要な家と婚姻同盟を結んだ。フランソワ2世の妹カトリーヌ・ド・クレーヴは、プロテスタントの有力な過激派であったポルシャン公アントワーヌ3世・ド・クロイと結婚した。また、弟のジャックは、同じくプロテスタントのブイヨン公ロベール4世・ド・ラ・マルクの娘ディアーヌと結婚した。
フランソワ2世は1561年9月にモンパンシエ公ルイ3世の娘アンヌ・ド・ブルボン＝モンパンシエと結婚したが、子供はいなかった。

### アンリ2世の治世
フランソワ2世はギーズ公の下で軽騎兵隊長となり、1555年にイタリアで戦った。1557年、ギーズ公がアルバ公フェルナンド・アルバレス・デ・トレドと戦うため教皇領に遠征したとき、フランソワ2世は再びギーズ公に従いイタリアに向かった。

### フランソワ2世の治世
アンリ2世の死により、ギーズ公率いる新政権は潜在的な反対勢力に直面した。その中で主なものが野心的なコンデ公ルイ1世であり、ギーズ公らの支配に憤慨していた。コンデ公を対抗者から外すために、ギーズ公はまずコンデ公にガスパール2世・ド・コリニーのピカルディ総督職を与えるという考えを持ち出した。その後、ギーズ公らはコンデ公を宮廷から追い出すために動き、締結されたカトー・カンブレジ条約をスペイン王フェリペ2世に伝えに向かうよう指示した。コンデ公はこの宮廷からの排除を受け入れることをためらったが、最終的に8月に応じた。ヘントへの任務には、コンデ公が任務を正しく遂行できるようヌヴェール公フランソワ2世とその弟の一人が同行することになった。

### シャルル9世の治世

#### 継承
1561年8月、フランソワ2世は瀕死の父の後を継いでシャンパーニュ総督に就任した。フランソワ2世はシャンパーニュのプロテスタント教徒とカトリック教徒の両方から多大な期待をもって見られており、その多くはフランソワ2世が自分たちの宗教の強い味方となると考えていた。11月にフランソワ2世は、トロワを訪問し、町のプロテスタントに礼拝を公に行うよう働きかけてほしいというプロテスタントの希望を承認した。

#### コンデ公との関わり
第一次ユグノー戦争が始まった1562年4月、フランソワ2世は叔父のコンデ公より、オルレアン攻略を支援するためにシャンパーニュから資金と兵力を集めてほしいと頼まれた。フランソワ2世は口頭で彼に支持を約束し、この要請をシャンパーニュの町々に律儀に伝えた。

#### トロワ
トロワでは、カトリックのエスクラヴォルがカトリックの評議員の選挙を画策し、ユグノーの候補者を投票から除外した。これに激怒した町のプロテスタントたちは、エスクラヴォルが町における正当な権限を簒奪していることをフランソワ2世に知らせるよう請願書をパリに送った。その後すぐに、町のプロテスタントがクーデターにより門のうちの2つを占拠した。フランソワ2世は町へ向かい、4月21日に到着し、プロテスタント過激派に武器を降ろすよう説得し、危害を加えないと約束した後に町に入った。
フランソワ2世はトロワのプロテスタントが期待していたほどコンデ公を支持することに熱心ではなく、代わりに中立の秩序を望んだ。部下のボルドがコンデ軍に向かおうとしていたプロテスタント兵士の一団を追跡しようとしたとき、フランソワ2世はボルドの追跡を中止させた。フランソワ2世はカトリックとプロテスタントが共同して町の門を管理することを支持し、武器の所持も禁止し、裁判官に住民の武装解除を命じた。これらの動きは、カトリックの裁判官が不平等に禁止を執行するのではないかとプロテスタントを不安にさせたが、フランソワ2世は何ら害は及ばないとプロテスタント教徒を安心させた。捜索の結果、町のプロテスタント教徒が保管していた大量の武器の隠し場所が明らかになり、フランソワ2世はこれに不満を抱き、町の有力なプロテスタント教徒たちが立ち去ることを望むが、強制的に立ち去らせることはしないと国王に書簡を送った。
フランソワ2世はカトリックとプロテスタントからなる評議会が平等に構成されれば町は恩恵を受けるであろうと意見し、さらに町に防衛隊を設立するよう強く求めたが、町は費用を負担することに消極的でありこれに抵抗した。この頃、ポルシャン公アントワーヌ3世・ド・クロイはプロテスタント勢力とともにシャンパーニュで活動し、トロワとシャロンの町を脅したが、どちらにも攻撃はしなかった。7月、フランソワ2世はトロワで疫病が流行したためトロワから撤退し、好戦的なカトリック教徒の家臣ボルドに町の指揮を任せた。トロワのプロテスタントの状況は、民兵組織や政治的役職から排除され、暴力による嫌がらせの対象となったため、急速に悪化した。地域の代表者らがフランソワ2世のもとに苦情を述べに向かったが、フランソワ2世は家臣について事実を曲げて伝えられていると信じていた。8月下旬、ボルドはフランソワ2世の命令により、プロテスタントのクーデターで占領されたバル＝シュル＝セーヌの町を攻撃した。ボルドは町を掌握した後、町の100人以上のプロテスタントを虐殺した。襲撃に関与したのはヌヴェール公の憲兵隊であった。

#### 遠征と死
9月23日、フランソワ2世は1,600人の部隊を率いてランス近郊のプロテスタントの城を攻撃した。フランソワ2世は策略により守備隊を引き出すことに成功し、守備隊を処刑させた。
両軍がドルーで対峙すると、フランソワ2世は王陣営から出て、プロテスタントらと対峙した。その後の戦いでフランソワ2世は負傷し、1月10日にその傷がもとで死去した。